# Gran Premio Città di Camaiore 1980
Il Gran Premio Città di Camaiore 1980, trentunesima edizione della corsa, si svolse il 17 giugno 1980 su un percorso di 196 km, con partenza e arrivo a Camaiore. La vittoria fu appannaggio dell'italiano Silvano Contini, che precedette i connazionali Pierino Gavazzi e Carmelo Barone.

## Ordine d'arrivo (Top 10)
| Pos. | Corridore                | Squadra              | Tempo   |
| ---- | ------------------------ | -------------------- | ------- |
| 1    | Silvano Contini          | Bianchi              |         |
| 2    | Pierino Gavazzi          | Magniflex-Olmo       |         |
| 3    | Carmelo Barone           | Sanson               |         |
| 4    | Gianbattista Baronchelli | Bianchi              |         |
| 5    | Roberto Visentini        | San Giacomo          |         |
| 6    | Roberto Ceruti           | Gis                  |         |
| 7    | Bernt Johansson          | Magniflex-Olmo       |         |
| 8    | Graziano Salvietti       | Famcucine-Campagnolo | a 3'59" |
| 9    | Tommy Prim               | Bianchi              | a 8'30" |
| 10   | Mario Noris              | Magniflex-Olmo       | s.t.    |